# 埃內斯特·曼德爾
埃內斯特·曼德爾（Ernest Ezra Mandel；1923年4月5日—1995年7月20日），又译欧内斯特·曼德尔、厄内斯特·曼德尔，犹太裔比利时人，第四国际和比利时社会主义工人党的领导人，著名托洛茨基主義理论家和经济学家。

## 生平
曼德爾出生在德国法蘭克福，年輕時在比利时安特衛普加入托派運動，並在第二次世界大戰後成為比利時托派領導人，他在1946年當選第四國際國際书记处的領導人。曼德爾於1972年獲得柏林自由大學博士學位，後來在布魯塞爾自由大學教授政治經濟學。
曼德爾主要以他對晚期資本主義與長波理論的論述聞名。他是西方活躍的馬克思主義宣傳者與托派旗手，一生發表過超過2000篇文章及大約30本書，並被翻譯成各國語言；晚近也有中文版本面世。在1990年代初，曼德爾曾前往俄羅斯宣傳他的社會主義主张。
如同其他托洛茨基主義者，曼德爾反對斯大林主義，力求還原他心目中的馬克思主義的本质。然而曼德爾將毛主义定性為「中间偏左」，而非其它托派所謂的「反革命的斯大林主義」，故有人批評曼德爾對斯大林主義的批評不夠強硬。

## 外部連結
- Ernest Mandel Foundation（页面存档备份，存于）